# Stickersgatt (Schiff)
Die Stickersgatt ist ein Traditionsschiff im Hamburger Hafen.

## Geschichte
Die Stickersgatt, benannt nach einem kleinen Seegatt zwischen der Kugelbake und Neuwerk, wurde auf der Yachtwerft Kriegermann in Berlin-Spandau gebaut und 1955 vom Wasser- und Schifffahrtsamt Cuxhaven in Dienst gestellt. Das Schiff war zunächst als Bauleiterboot für den Cuxhavener Leitdamm im Einsatz und wurde danach als Vermessungsschiff für das Wattenmeer im Bereich der Elbmündung eingesetzt. Die Außerdienststellung erfolgte im Juli 1998.
Im Herbst 1998 wurde das Schiff von den Eheleuten von Holt erworben und umfangreich restauriert. Als Motoryacht wurden Häfen in Deutschland, dem Königreich der Niederlande, Belgien und Skandinavien angelaufen.
Seit 2011 ist die Stickersgatt im Besitz eines Hamburger Kaufmanns und hat ihren Stammliegeplatz am Sandtorkai in der HafenCity. Nach weiteren Umbau- und Restaurierungsarbeiten kann das Schiff für Traditionsfahrten mit maximal 10 Personen gechartert werden.